# Stam1na
Stam1na e финландска метъл група от Леми, Южна Карелия, Финландия. Нейната музика може най-добре може да бъде описана като прогресив метъл с известни траш, дет и алтърнатив влияния. Песните се пеят на фински.

## Име
Групата избира да използва '1' в тяхното име за да представи думата Stamina (от английски издръжливост) за да може да ги направи по-различни, и преди всичко правейки групата по-лесна за намиране в търсачките.

## Произход
Групата стартира първоначално като трио през 1996 г., но само след записването на няколко демота те подписват договор със Сакара Рекърдс през 2004 г., звукозаписна компания основана и ръководена от южно Карелската група Mokoma. Членовете от триото, основало групата са все още членове на групата, а сегашният състав се запълва през ноември 2005 г. от басистът Kai-Pekka Kangasmäk, който учасвта в изпълненията на групата през цялата година като сесиен музикант.
Едноименният дебютен албум на Stam1na, който излиза на 2 март 2005 г. достига 13-о място на финландската класация за албуми. Техният втори албум, Uudet kymmenen käskyä, излиза на 10 май 2005 г. и постига дори по-голям успех в класациите, достигайки 3-то място през първата си седмица. Изисквайки бурно аплодиране и печелейки няколко награди във Финландия, и правейки своят дебют в Германия на турнето с Apocalyptica през есента на 2007 г., те пристъпват към издаването на техния най-успешен албум, Raja през февруари 2008 г., който стига направо до 1-во място в класацията през първата седмица.

### Сингли
- Kadonneet kolme sanaa (2005)
- Paha arkkitehti (2005)
- Edessäni (2006)
- Likainen parketti (2006)

### Видеоклипове
- Erilaisen Rakkauden Todistaja (2003)
- Kadonneet Kolme Sanaa (2005)
- Ristiriita (2005)
- Paha Arkkitehti (2005)
- Edessäni (2006)
- Likainen Parketti (2006)
- Lääke (2008)
- Muistipalapelit (2008)

### DVD-та
- Sakara Tour 2006 (2007)